# Гвадалахара (Испания)
Гвадалаха́ра (исп. Guadalajara) — город в центральной части Испании, столица одноименной провинции в автономном сообществе Кастилия-Ла-Манча. Население — 83,6 тыс. человек (2009).

## География
Город расположен на берегу реки Энарес, в 60 км к северо-востоку от Мадрида.

## История
Гвадалахара обязана своим именем арабам, которое долгое время контролировали эти территории. Первоначально арабское название wād al-ḥajara (араб. واد الحجرة؛ وادي الحجرة‎ — вади ал-хаджарат) относилось к реке Энарес, которая пересекала город на Западе. В переводе с арабского wād al-ḥajara значит «Река Камней», что объясняется обилием мелких утесов и скал в этой относительно небольшой реке.
В римские времена на месте современной Гвадалахары существовало поселение Арриака. Затем город заново основан арабскими завоевателями в VIII веке.
В эпоху Возрождения значительную роль в истории города сыграла семья Мендоса.
Город сильно пострадал во время гражданской войны 1936—1939 годов.

## Достопримечательности
В Гвадалахаре имеется несколько замков периода Реконкисты,  самый известный из которых — Замок Сафра.

## Фотографии

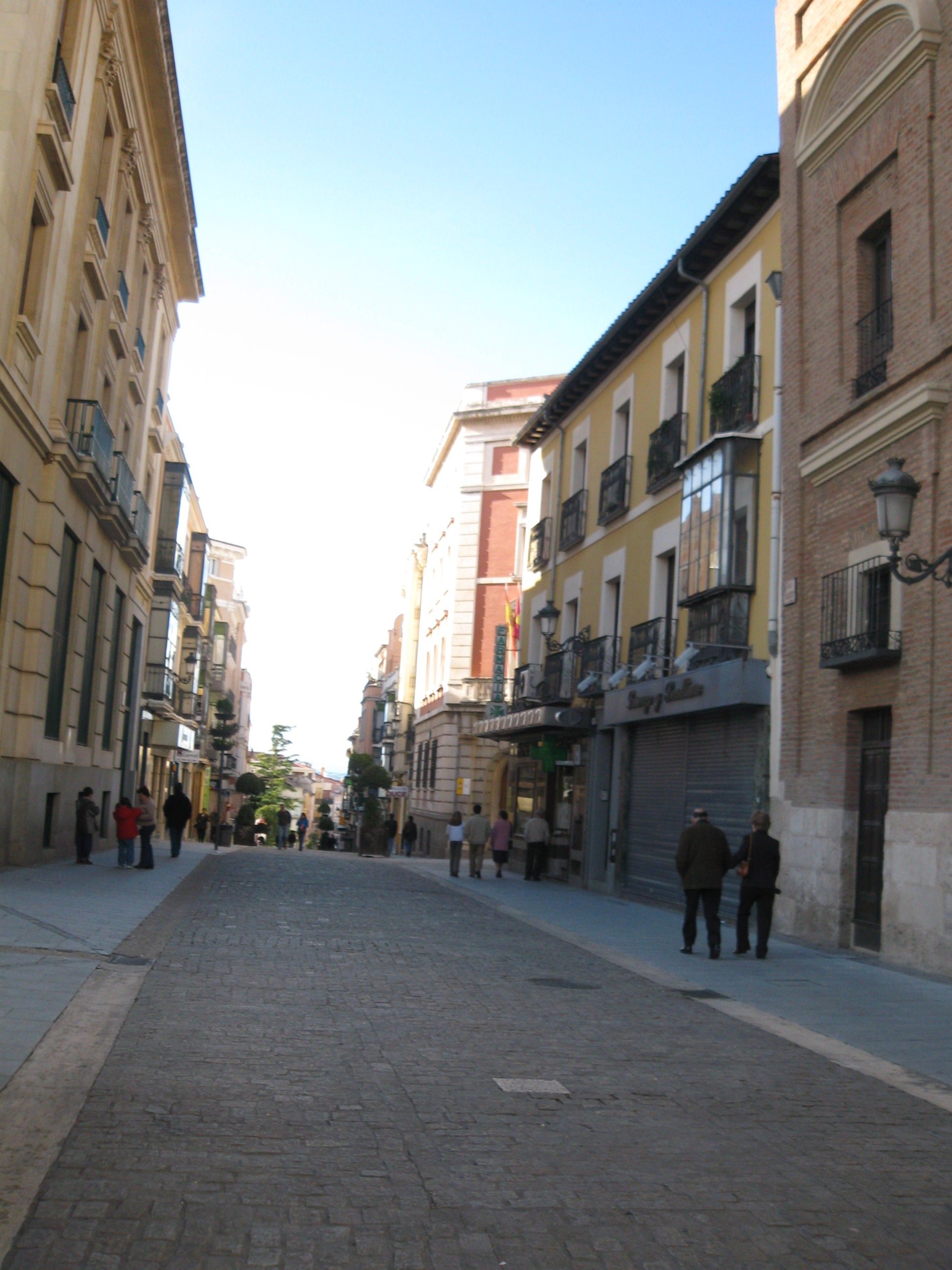
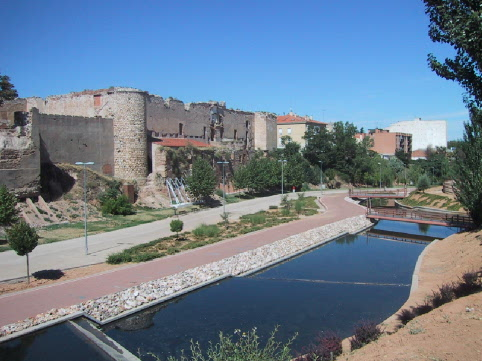
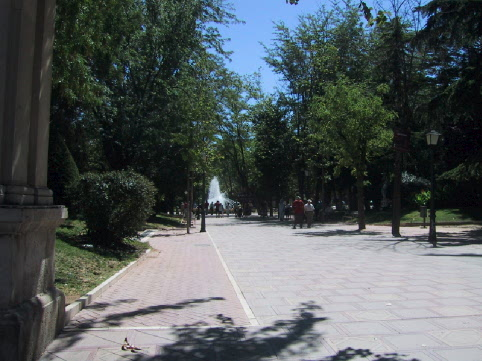
Парк
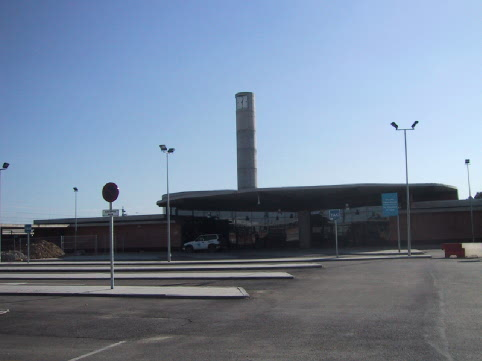
Вокзал

## Города-побратимы
- Нитра (Словакия)
- Ливорно (Италия)
- Гвадалахара[англ.] (Колумбия)
- Гвадалахара (Мексика)
- Парма (Италия)
- Роан (Франция)
- Нанитон[англ.] (Великобритания)

## Известные уроженцы города
- Луис де Грандес Паскуаль — испанский политик, член Народной партии

## Население
| 2001    | 2002    | 2003    | 2004    | 2005    | 2006    | 2007    | 2008    | 2009    |
| ------- | ------- | ------- | ------- | ------- | ------- | ------- | ------- | ------- |
| 67 640  | ↗69 098 | ↗70 732 | ↗71 815 | ↗73 719 | ↗75 493 | ↗77 925 | ↗81 221 | ↗83 039 |
| 2010    | 2011    | 2012    | 2013    | 2014    | 2015    | 2016    | 2017    | 2018    |
| ↗83 789 | ↗84 453 | ↗84 803 | ↗85 871 | ↘83 720 | ↘83 391 | ↗83 633 | ↗84 145 | ↗84 910 |
| 2019    | 2020    | 2021    | 2022    | 2023    | 2024    |         |         |         |
| ↗85 871 | ↗87 484 | ↘87 064 | ↗87 452 | ↗89 010 | ↗90 909 |         |         |         |